# Bonifacio (nombre)
Bonifacio es un nombre propio masculino de origen latino en su variante en español. El nombre deriva del latín bonus (bueno) y facere (hacer), por lo que significa "buen hacer, buenas obras".

## Onomástica
- San Bonifacio, llamado el apóstol de los germanos. Se celebra el 5 de junio para los católicos y el 19 de diciembre para los cristianos ortodoxos.

## Variantes
- Femenino: Bonifacia.
- Diminutivo: Boni.

| Variantes en otras lenguas | Variantes en otras lenguas |
| -------------------------- | -------------------------- |
| Español                    | Bonifacio                  |
| Alemán                     | Bonifatius, Bonifaz        |
| Asturiano                  | Bonifaciu                  |
| Búlgaro                    | Бонифаций (Bonifacij)      |
| Catalán                    | Bonifaci                   |
| Checo                      | Bonifác                    |
| Corso                      | Bunifaziu                  |
| Danés                      | Bonifatius                 |
| Eslovaco                   | Bonifác                    |
| Esloveno                   | Bonifacij                  |
| Euskera                    | Bonipagi                   |
| Finlandés                  | Bonifatius                 |
| Francés                    | Boniface                   |
| Griego                     | Βονιφάτιος (Bonifátios)    |
| Holandés                   | Bonifatius                 |
| Húngaro                    | Bonifác                    |
| Inglés                     | Boniface, Wynfrith         |
| Islandés                   | Bonifatíus                 |
| Italiano                   | Bonifacio, Bonifazio       |
| Latín                      | Bonifatius                 |
| Letón                      | Bonifācijs                 |
| Lituano                    | Bonifacijus                |
| Noruego                    | Bonifatius                 |
| Polaco                     | Bonifacy                   |
| Portugués                  | Bonifácio                  |
| Rumano                     | Bonifaciu                  |
| Ruso                       | Бонифаций (Bonifacij)      |
| Sardo                      | Bonifàziu                  |
| Sueco                      | Bonifatius                 |
| Ucraniano                  | Боніфатій (Bonifatij)      |

## Personas
- Varios papas han tomado el nombre de Bonifacio, entre ellos Bonifacio IV (550- 615), que reinó en la misma época en que Mahoma comenzó a predicar.